# Leroy (Texas)
Leroy es una ciudad situada en el condado de McLennan, Texas, Estados Unidos. Tiene una población estimada, a mediados de 2023, de 360 habitantes.

## Geografía
La localidad está ubicada en las coordenadas 31°43′56″N 97°01′18″O / 31.73222, -97.02167 (31.732358, -97.021707). Según la Oficina del Censo, tiene una superficie de 4.78 km², correspondientes en su totalidad a tierra firme.

## Demografía
Según el censo de 2020, en ese momento había 354 personas residiendo en la localidad. La densidad de población era de 74 hab./km². El 85.59% de los habitantes eran blancos, el 2.26% eran afroamericanos, el 0.28% era amerindio, el 6.50% eran de otras razas y el 5.37% eran de una mezcla de razas. Del total de la población, el 14.97% eran hispanos o latinos de cualquier raza.